# 比耶·瓦塞纽斯
比耶·瓦塞纽斯（瑞典語：Birger Wasenius，1911年12月7日—1940年1月2日），芬兰男子速度滑冰运动员。他曾代表芬兰参加1936年冬季奥林匹克运动会速度滑冰比赛，获得二枚银牌和一枚铜牌。